# Rinat Mardanszyn

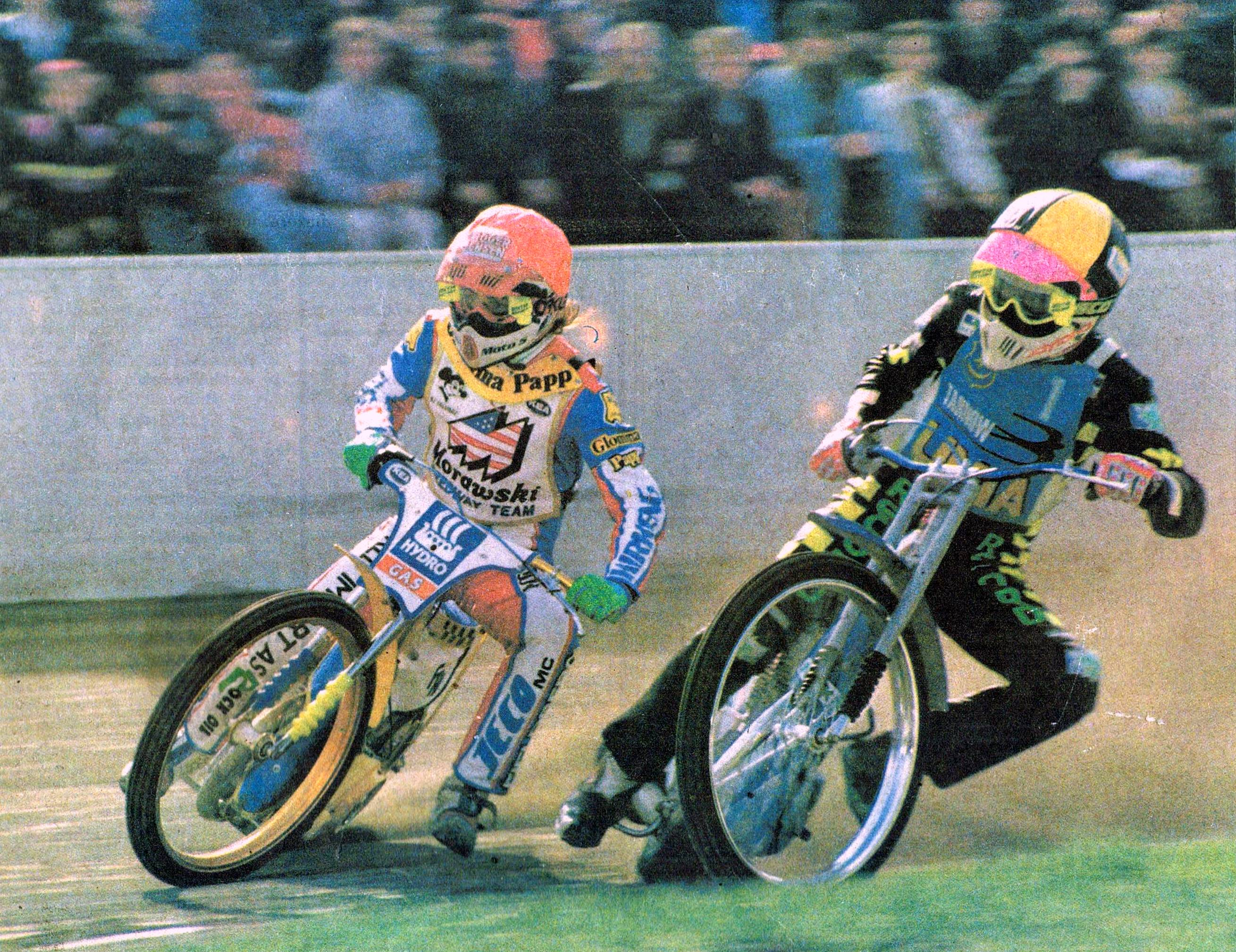
Rinat Mardanszyn (z prawej) w pojedynku z L.Gunnestadem. Zielona Góra, 1992.

Rinat Mukatdisowicz Mardanszyn, ros. Ринат Мукатдисович Марданшин, tat. Rinat Mөqətdəs uğlı Mərdanşin, Ринат Мөкатдәс улы Мәрданшин (ur. 24 grudnia 1963 w Oktiabrskim, zm. 19 stycznia 2005 tamże) – rosyjski żużlowiec pochodzenia tatarskiego.
Drużynowy wicemistrz świata z 1996 roku. Wielokrotny medalista mistrzostw ZSRR i Rosji.
W latach 1992–2002 startował w rozgrywkach o drużynowe mistrzostwo Polski, reprezentując kluby Unii Tarnów (1992), Śląska Świętochłowice (1995–1996), Iskry Ostrów Wielkopolski (1997, 1999), Włókniarza Częstochowa (1998), TŻ Opole (2000), Gwardii Warszawa (2001) oraz Iskry Ostrów Wielkopolski (2002).
Zmarł podczas operacji usunięcia metalowej płytki, która była pomocna przy zroście złamanego obojczyka. Był pod znieczuleniem miejscowym. Bezpośrednią przyczyną zgonu było przemieszczenie się skrzepu, który zablokował aortę.